# Tủ chè

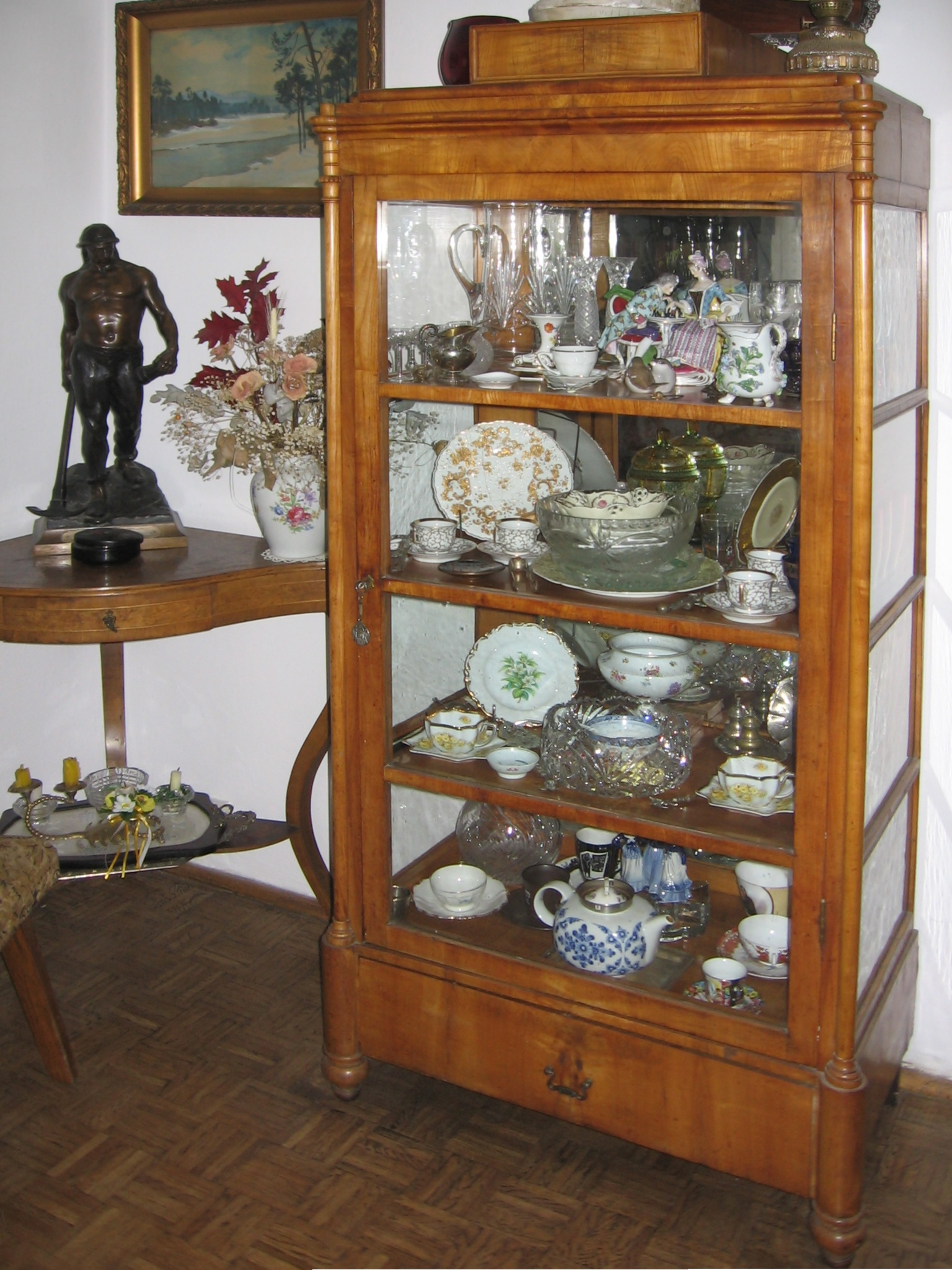
Một tủ chè ở châu Âu

Tủ chè hay tủ chén, tủ Búp-phê (từ tiếng Pháp:buffet là tủ hay bàn dài để thức ăn, chén dĩa) là một loại tủ thường được làm bằng gỗ, được sử dụng trong nhà để cất và chưng, trưng bày các vật dụng ly, tách, ấm, chén dĩa, các loại đồ sành sứ, và rượu để bảo vệ chúng khỏi kiến, gián và bụi bẩn. Tù chè còn có chức năng trang trí và là một trong những yếu tố của đồ nội thất thường được bày trong phòng ăn hay phòng khách.
Ở phương Tây, tủ chè có thể được thiết kế theo hướng dọc, có nhiều ngăn và trong mỗi ngăn đều có lót các tấm kính.
Ở Việt Nam, tủ chè thường được thiết kế theo kiểu tủ dài nằm ngang, có bốn chân nhô cao, tủ được chia làm ba phần, hai phần cánh thường có cánh cửa đóng mở, phần giữa (bụng tủ) thường được lắp kính để chưng đồ. Tủ chè thường được trang trí họa tiết tinh xảo, làm điểm nhấn trong phòng khách hay phòng tiếp khách. Từ ngày xưa, tủ chè cổ chỉ thịnh hành ở các tỉnh phía Bắc, nhưng từ cuộc di cư vào Nam  đã được người miền Nam biết đến bởi tính nghệ thuật và thủ công rất cao. Ngày xưa, tủ chè thường làm bằng gỗ quý, gỗ để làm tủ chè thường là ba loại chủ yếu. Gỗ trắc có giá trị cao nhất sau đó là Gỗ Gụ kế tới là Gỗ Lim. Thời chiến tranh Việt Nam, tại miền Nam, thường dùng bằng ván ép nhựa mica.
Gần đây, thường có 2 xu thế, hoặc dùng hàng nội thất mẫu cổ xưa, có chạm khắc tinh xảo hay là kiểu hiện đại châu Âu với kính trong suốt, có thể bằng inox, ván ép hoặc kết hợp với một giàn tủ.

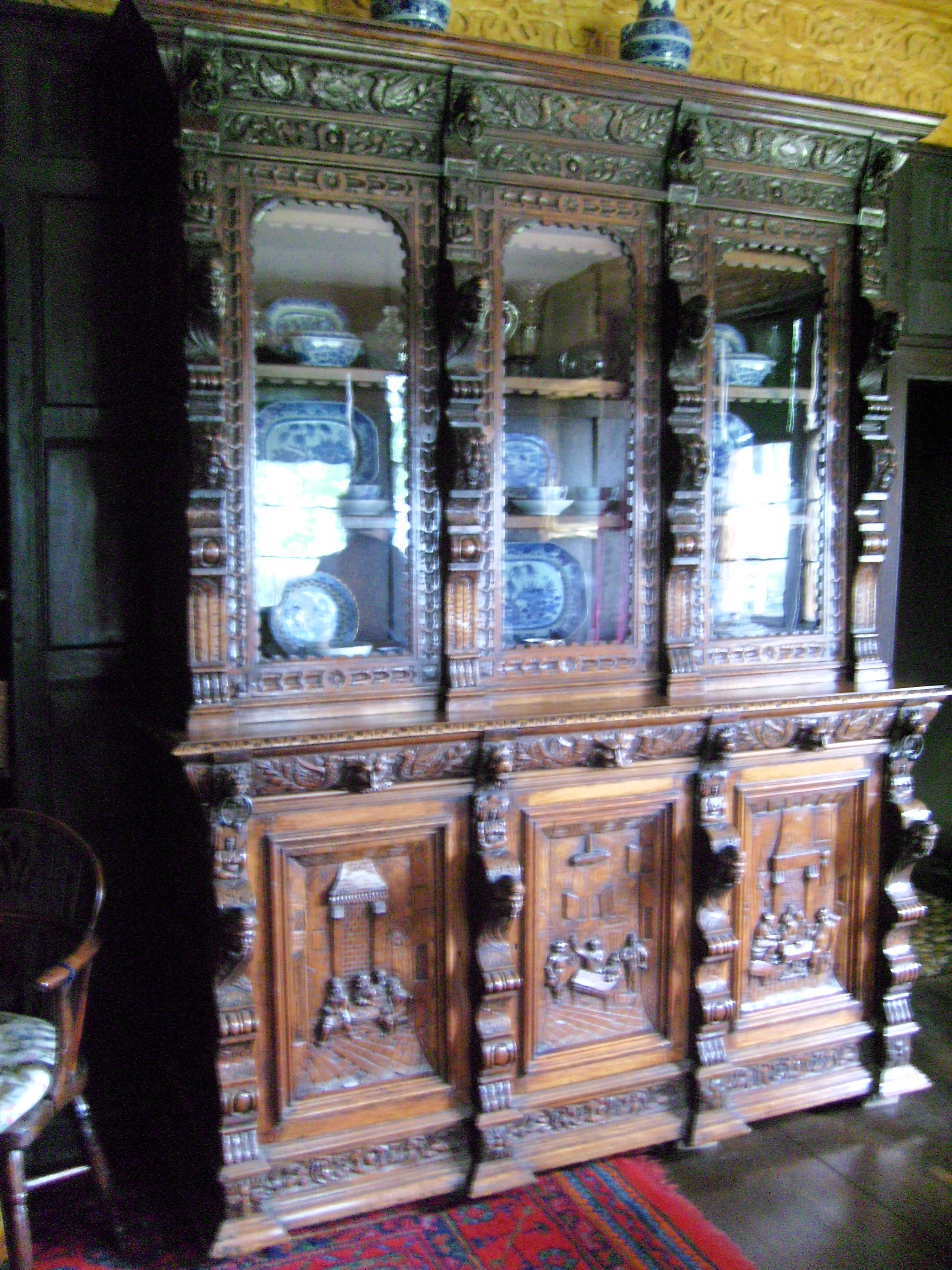
kiểu Trung Hoa
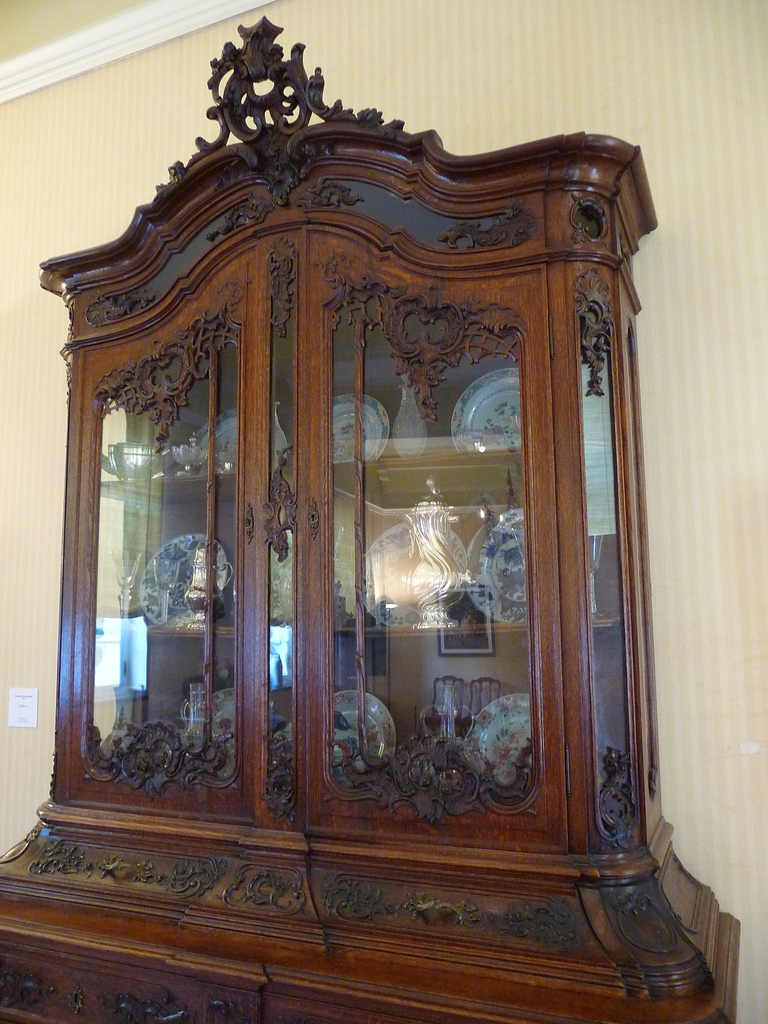
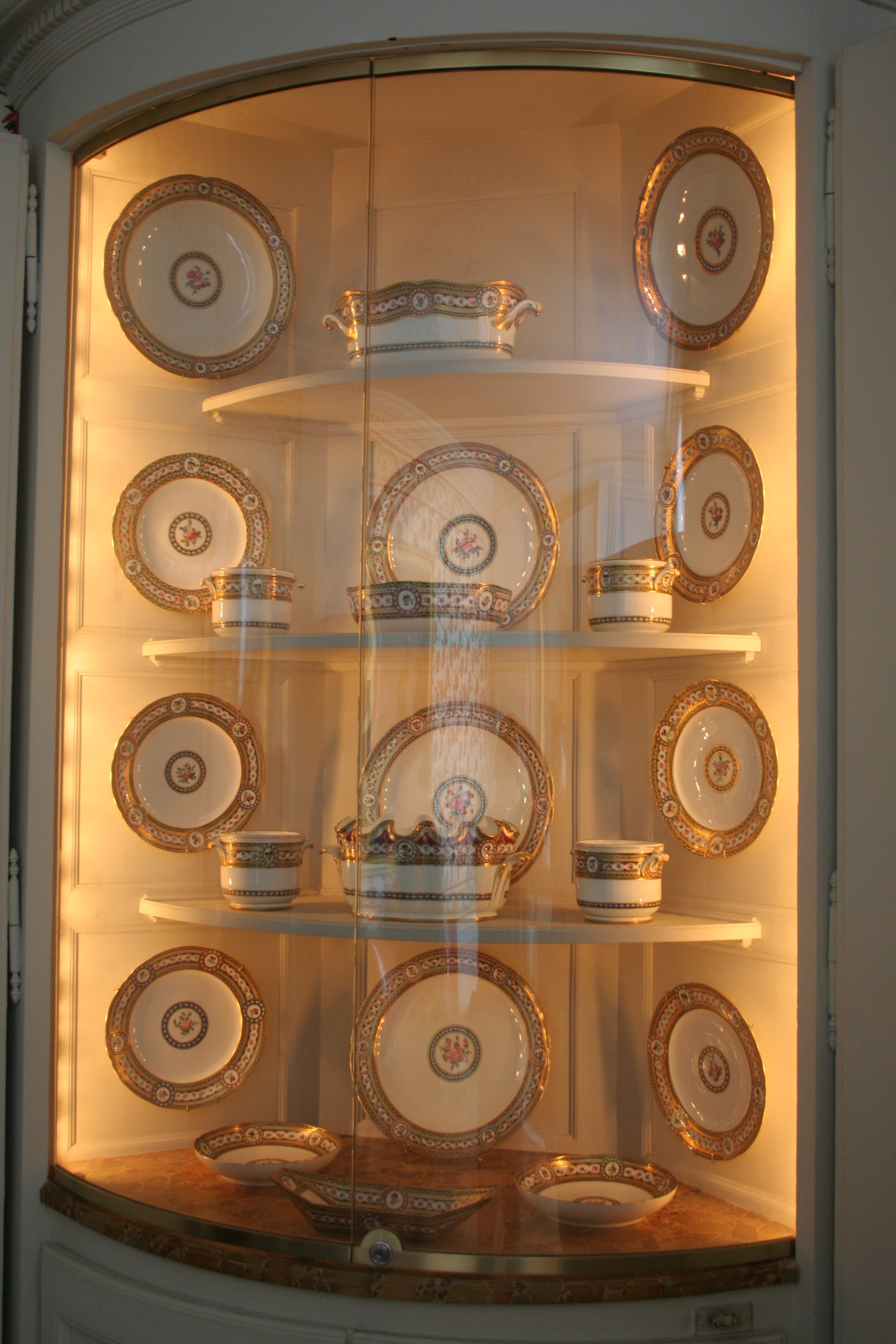
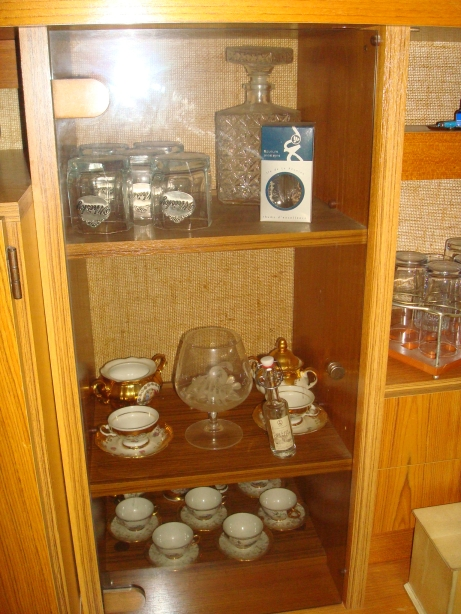
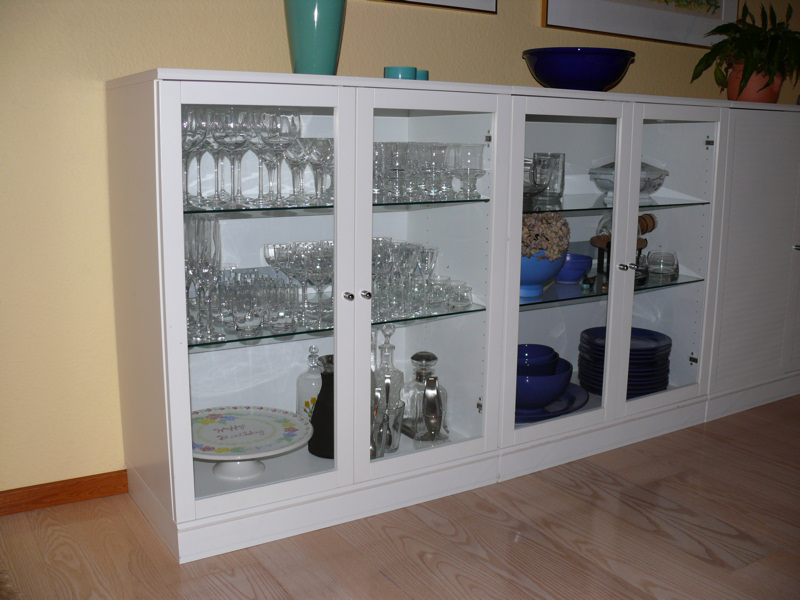